# Carignan Gris
Die Weißweinsorte Carignan Gris ist eine Mutation der Rebsorte Carignan. Sie wurde im Jahr 1892 von Alois Combettes entdeckt und erstmals beschrieben. Die Rebsorte ist sehr anfällig gegen den Echten Mehltau sowie gegen die Rohfäule. Aus ihr ging die weiße Rebsorte Carignan Blanc hervor.
Carignan Gris wird in der Hauptsache in den französischen Départements Hérault, Pyrénées-Orientales, Aude und Gard angebaut. 
Siehe auch den Artikel Weinbau in Frankreich sowie die Liste von Rebsorten.
Synonyme: keine bekannt
Abstammung: Mutation des Carignan

## Ampelographische Sortenmerkmale
In der Ampelographie wird der Habitus folgendermaßen beschrieben:
- Die Triebspitze ist offen. Sie ist weißwollig behaart und rötlich gerändert. Die gelblichen Jungblätter sind ebenfalls weißwollig überzogen und werden schnell dünn sowie glänzend.
- Die sehr großen Blätter sind fünflappig und stark gebuchtet (siehe auch den Artikel Blattform). Die Stielbucht ist U-förmig geöffnet. Das Blatt ist spitz gesägt. Die Zähne sind im Vergleich der Rebsorten groß. Die Blattoberfläche (auch Blattspreite genannt) ist rau blasig.
- Die konus- bis walzenförmige Traube ist groß, geschultert oder verzweigt und dichtbeerig. Die rundlichen Beeren sind mittelgroß und gräulicher Farbe. Die Reben sind dickschalig und das Mostgewicht meist hoch.

Carignan Gris  reift fast 30 Tage nach dem Gutedel. Sie gilt somit als spät reifend.  Der späte Austrieb bewahrt ihn vor Spätfrostgefährdung. Die wuchskräftige Sorte erbringt gleichmäßig hohe Erträge. 
Sie ist stark  anfällig gegen den Echten Mehltau und gegen den Falschen Mehltau und neigt aufgrund der Dichtbeerigkeit zu Rohfäule.
Carignan Gris ist eine Varietät der Edlen Weinrebe (Vitis vinifera). Sie besitzt zwittrige Blüten und ist somit selbstfruchtend. Beim Weinbau wird der ökonomische Nachteil vermieden, keinen Ertrag liefernde, männliche Pflanzen anbauen zu müssen.